# Meghan Heffern
Meghan Heffern (Edmonton, Alberta, Canadá, 3 de octubre de 1983) es una actriz canadiense de cine y televisión. Nació en Edmonton y actualmente reside en Toronto, Ontario. Ha aparecido en películas como The Fog (2005), American Pie Presents: Beta House (2007) y Chloe (2009) y en varias series de televisión de su país.

## Filmografía

### Cine
- (2004) : Whitecoats como una interna
- (2005) : Insecticidal como Cami
- (2005) : The Fog como Brandi, Jennifer
- (2007) : American Pie Presents: Beta House como Ashley
- (2009) : Chloe como Miranda
- (2010) : The Shrine como Sara
- (2013) : Backpackers como Beth
- (2013) : The F Word como Tabby

### Televisión
- (2006) : Flight 93
- (2006) : Whistler
- (2006) : Conspiracy
- (2007) : Lovebites
- (2007) : Monster Warriors
- (2008) : The Two Mr. Kissels
- (2009) : Wild Roses
- (2010) : Aaron Stone
- (2010) : Sundays at Tiffany's
- (2010-2011) : Blue Mountain State
- (2011) : Mudpit
- (2011) : Almost Heroes
- (2012) : Degrassi
- (2017) : Wynonna Earp